# زاوودوکوفسک
شهر زاوودوکوفسک (به روسی: Заводоуковск) در کشور روسیه و در اوبلاست تیومن واقع شده‌است.